# Wafaa El-Sadr
Wafaa El-Sadr est une épidémiologiste égyptienne, directrice du Centre international pour les soins du SIDA et des programmes de traitement (ICAP at Columbia University (en), ICAP) et directrice du Centre de recherche épidémiologique sur les maladies infectieuses, (Center for Infectious Disease Epidemiologic Research ou CIDER) à la Columbia University Mailman School of Public Health (en) de l'université Columbia. El-Sadr est aussi professeure à l'université de Columbia.

## Formation
El-Sadr est titulaire d'un diplôme de médecine de l'université du Caire, en Égypte, d'un mastère de santé publique en épidémiologie de la Columbia Mailman School of Public Health (en), et d'une maîtrise en administration publique de la John F. Kennedy School of Government à l'université Harvard. Elle est certifiée en médecine interne et maladies infectieuses.

## Activités
De 1988 à 2008, El-Sadr dirige la division des maladies infectieuses au Centre hospitalier de Harlem (en), où elle a aidé à développer les programmes contre le VIH/SIDA et la tuberculose. Elle a dirigé un grand nombre d'études de recherche, et de programmes subventionnés grâce au financement par les National Institutes of Health, les Centres pour le contrôle et la prévention des maladies, l'Agence des États-Unis pour le développement international, divers services de Santé de l'État de New York et de la Ville de New York, les ministères de la Santé ainsi que des fondations privées.
En travaillant avec l'ancien doyen de la Mailman School of Public Health de l'université de Columbia, Allan Rosenfield (en), El-Sadr a aidé à établir l'initiative MTCT-Plus, un programme global qui vise à fournir aux femmes et à leurs familles, des services liés au VIH. ICAP couvre 13 pays en Afrique subsaharienne.
Récemment, elle a axé ses efforts sur la mise en évidence de la poursuite de l'impact du VIH aux États-Unis, instituant le Domestic Prevention Working Group.
El-Sadr est membre du comité scientifique de planification de la conférence de Vienne de la International AIDS Society (2010) et la Conférence sur les rétrovirus et les infections opportunistes (CROI, 2010). Elle est actuellement membre du Groupe Consultatif Technique sur la Tuberculose de l'Organisation mondiale de la santé et membre du conseil d'administration pour le Conseil de la Population. Elle a servi en tant que membre de l'Antiviral Advisory Committee pour la Food and Drug Administration américaine et du Conseil Consultatif pour l'Élimination de la tuberculose aux Centres pour le contrôle et la prévention des maladies. Elle a également servi au conseil d'administration de l'amfAR. Elle est membre de la Société de maladies infectieuses de l'Amérique, et a auparavant dirigé le comité sur la tuberculose.

## Prix et distinctions
En 2008, El-Sadr a reçu le prix MacArthur de la Fondation MacArthur. En 2009, le magazine Rolling Stone l'a nommée dans sa liste des « 100 personnes qui sont en train de changer l'Amérique ». La même année, elle a également été nommée comme l'une des 10: Guiding Science for Humanity de Scientific American. Elle est également membre de l'Institut de médecine de l'Académie nationale de médecine. En novembre 2009, le Utne Reader (en) nomme El-Sadr, l'une des « 50 visionnaires qui sont en train de changer votre monde. ».